# انليل ناصر الثاني
إنليل ناصر الثاني كان ملك آشور من 1420 قبل الميلاد حتى 1414 قبل الميلاد، وهو أخو آشور نادين أهي الأول.
| سبقه آشور نادين أهي الأول | ملك آشور 1420 ق.م. - 1414 ق.م. | تبعه آشور نيراري الثاني |